# Friedensfahrt-Denkmal

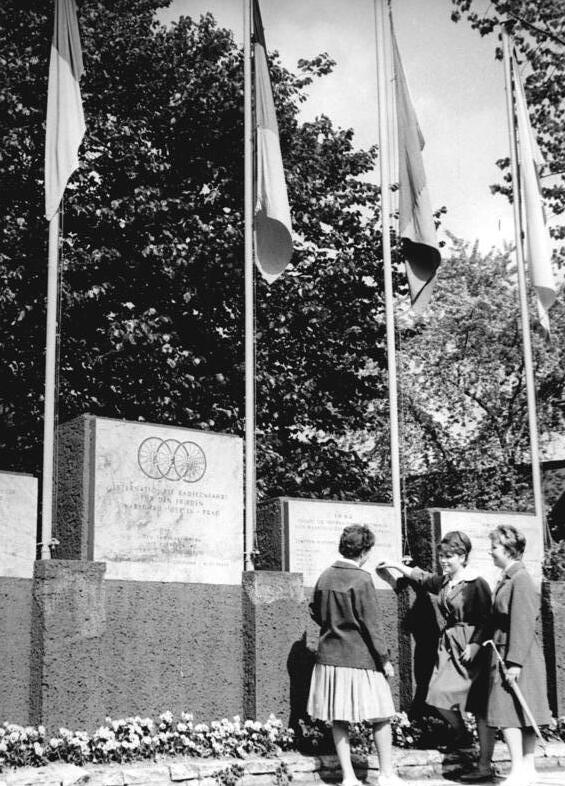
Bundesarchiv, Leipzig, Denkmal Friedensfahrt

Das Ehrenmal der Internationalen Friedensfahrt war ein Denkmal, das sich von 1954 bis mindestens nach 1966 auf dem Johannisplatz in unmittelbarer Nähe des Grassi-Museums in Leipzig befand und zu Ehren der Friedensfahrt 1954 eingeweiht wurde. Sein Schöpfer ist nicht nachweisbar.

## Gestaltung

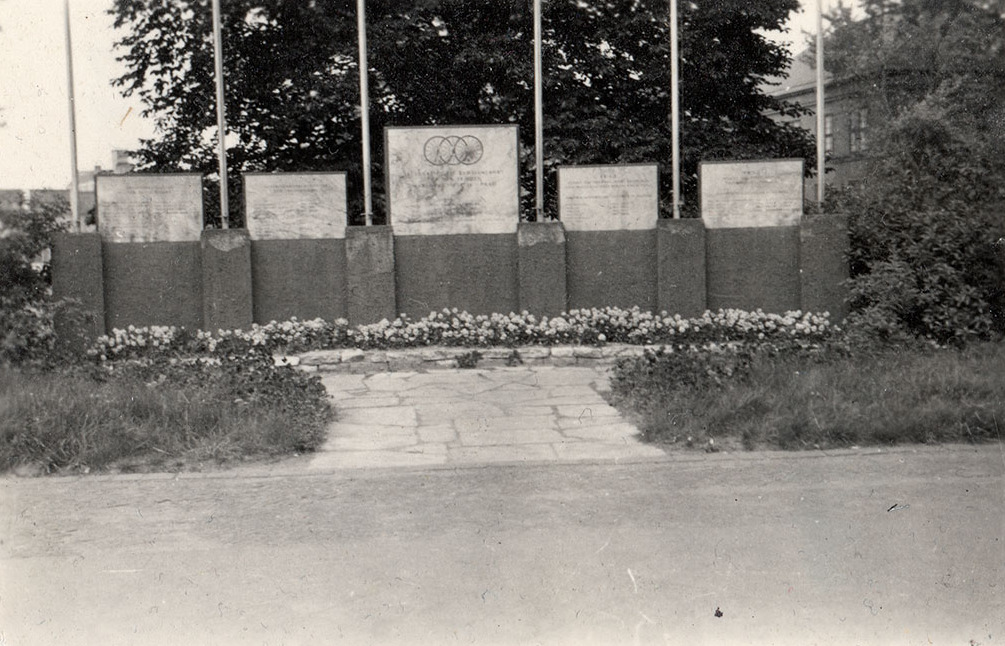
Frontale Gesamtansicht des Denkmals, um 1960

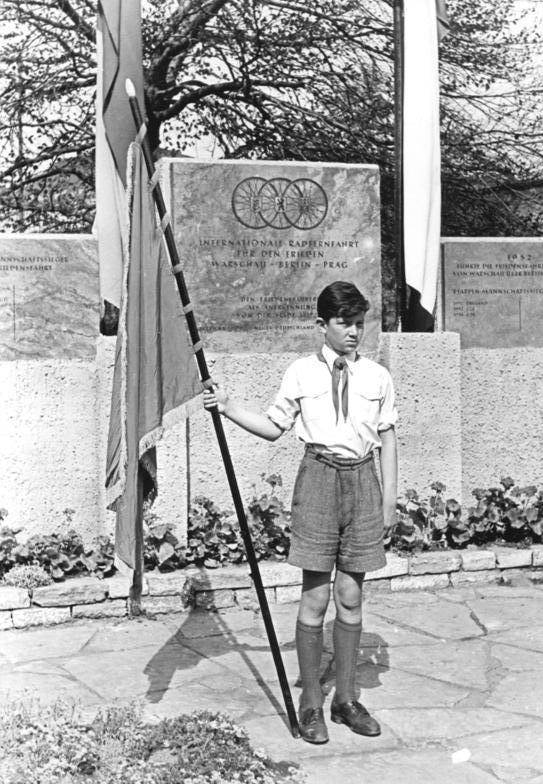
Bundesarchiv Bild, Leipzig, Ehrenmal der Friedensfahrt

Das Denkmal bestand aus mehreren zusammengefügten Kalkstein-Platten. Zwischen sechs kleineren Stützelementen befanden sich fünf größere und nach oben hin abgeschliffene und mit Inschriften versehene Stelen. Das Zentrum des Denkmals bildete die größte Platte mit einer Höhe von etwa 2 Metern; markant war das Symbol von drei ineinanderübergehenden Laufrädern als Symbol für den Radsport sowie die darunter befindliche Inschrift Internationale Radfernfahrt für den Frieden : Warschau – Berlin – Prag, die den Streckenverlauf der Friedensfahrt von 1954 charakterisierte. Die links und rechts davon jeweils zwei aufgestellten Stelen waren etwa 1,60 Meter hoch und enthielten ebenfalls Inschriften. Sicher scheint nur zu sein, dass hier die Gesamtsieger der Einzel- und Nationenwertung ab 1948 sowie die Gewinner der in Leipzig ankommenden Friedensfahrt-Etappen fortführend eingemeißelt wurden.
Das gesamte Denkmal war etwa 10 Meter breit und befand sich auf einem etwa 30 cm erhöhten Platz, auf der Vorderseite verschönert mit Blumenbeeten und mit einer Begrenzung von in zwei Schichten aufgelegten Natursteinen umrandet. Vor dem Denkmal befand sich ein mit bearbeitetem Naturstein ausgelegter Zugang, hinter den stützenden kleineren Elementen waren fünf Fahnenmasten verankert.

## Geschichte
Am 10. Mai 1954 führte die 7. Etappe der Internationalen Friedensfahrt von Berlin nach Leipzig (Sieger Jan Veselý), am gleichen Tag wurde das Denkmal feierlich und offiziell eröffnet, bevor nach einem Ruhetag die Fahrt nach Chemnitz (damals Karl-Marx-Stadt) fortgeführt wurde. Im Laufe der nächsten Jahre wurden die Einträge auf den Tafeln des Denkmals ergänzt, bis mindestens 1966 ist das Denkmal auf dem Johannisplatz nachweisbar. Nach zeitgenössischen Augenzeugenberichten wurde Anfang der 1970er Jahre das Denkmal abgetragen, die mit Gravuren versehenen Elemente wurden demnach in die Außenmauer des Leipziger Zentralstadions verbaut und dort mindestens einmal versetzt. Der heutige Verbleib der Stelen ist unbekannt, ebenso wie der Name des Gestalters.